# Shahd Mostafa
Shahd Tarek Osman Mostafa (en arabe : شهد طارق عثمان مصطفى), née le 6 mai 1993, est une nageuse égyptienne.

## Carrière
Shahd Mostafa obtient aux Championnats d'Afrique de natation 2010 à Casablanca la médaille d'argent du 4 x 100 mètres nage libre et la médaille de bronze du 400 mètres nage libre.
Aux Jeux panarabes de 2011 à Doha, elle obtient la médaille d'or des relais 4 x 100 mètres nage libre et 4 x 200 mètres nage libre. Elle remporte ensuite la médaille d'argent  du relais 4 x 200 mètres nage libre aux Championnats d'Afrique de natation 2012 à Nairobi.